# کمدم را خالی می‌کنم
«کمدم را خالی می‌کنم» (به انگلیسی: Cleanin' Out My Closet) عنوان ترانه‌ای از امینم، خواننده رپ آمریکایی است که در سال ۲۰۰۲ میلادی در ایالات متحده منتشر شد.